# Basketball-Bundesliga 2018-2019
La Basketball Bundesliga 2018–2019, chiamata per ragioni di sponsorizzazione easyCredit Basketball Bundesliga, è stata la 53ª edizione del massimo campionato tedesco.

## Squadre

### Promozioni e retrocessioni
La stagione 2018-2019 della Lega è composta da 18 squadre.
Squadre promosse dalla ProA
- Crailsheim Merlins
- S.C. RASTA Vechta

### Squadre partecipanti
| Squadra                | Città                | Palazzetto             | Capacità |
| ---------------------- | -------------------- | ---------------------- | -------- |
| Brose Bamberg          | Bamberga             | Brose Arena            | 6 200    |
| medi Bayreuth          | Bayreuth             | Oberfrankenhalle       | 4 000    |
| Alba Berlin            | Berlino              | Mercedes-Benz Arena    | 14 500   |
| Telekom Baskets Bonn   | Bonn                 | Telekom Dome           | 6 000    |
| Löwen Braunschweig     | Braunschweig         | Volkswagen Halle       | 6 600    |
| Eisbären Bremerhaven   | Bremerhaven          | Stadthalle Bremerhaven | 4 100    |
| Crailsheim Merlins     | Crailsheim           | Arena Hohenlohe        | 3 000    |
| Fraport Skyliners      | Francoforte sul Meno | Fraport Arena          | 5 000    |
| Gießen 46ers           | Gießen               | Sporthalle Gießen-Ost  | 4 003    |
| BG Göttingen           | Gottinga             | Sparkassen Arena       | 3 447    |
| Science City Jena      | Jena                 | Sparkassen-Arena       | 3 000    |
| MHP Riesen Ludwigsburg | Ludwigsburg          | MHPArena               | 5 300    |
| Bayern Munich          | Monaco di Baviera    | Audi Dome              | 6 700    |
| EWE Baskets Oldenburg  | Oldenburg            | Große EWE Arena        | 6 069    |
| ratiopharm Ulm         | Ulma                 | Arena Ulm/Neu-Ulm      | 6 000    |
| Rasta Vechta           | Vechta               | Rasta Dome             | 3 140    |
| Mitteldeutscher BC     | Weißenfels           | Stadthalle Weißenfels  | 3 000    |
| S.Oliver Würzburg      | Würzburg             | s.Oliver Arena         | 3 140    |

## Regular season
|       |     | Squadra                       | G  | V  | P  | PF   | PS   | Diff. | Pt. | Qualificazione     |
| ----- | --- | ----------------------------- | -- | -- | -- | ---- | ---- | ----- | --- | ------------------ |
|       | 1.  | Bayern München                | 34 | 31 | 3  | 3019 | 2598 | +421  | 62  | playoffs           |
|       | 2.  | EWE Baskets Oldenburg         | 34 | 28 | 6  | 3157 | 2782 | +375  | 56  | playoffs           |
|       | 3.  | Alba Berlin                   | 34 | 27 | 7  | 3125 | 2742 | +383  | 54  | playoffs           |
|       | 4.  | Rasta Vechta                  | 34 | 24 | 10 | 2978 | 2809 | +169  | 48  | playoffs           |
| [ 1 ] | 5.  | Brose Bamberg                 | 34 | 22 | 12 | 3010 | 2880 | +130  | 44  | playoffs           |
|       | 6.  | ratiopharm Ulm                | 34 | 20 | 14 | 2975 | 2896 | +79   | 40  | playoffs           |
|       | 7.  | Telekom Baskets Bonn          | 34 | 18 | 16 | 2932 | 2955 | -23   | 36  | playoffs           |
|       | 8.  | Basketball Löwen Braunschweig | 34 | 17 | 17 | 2890 | 2853 | +37   | 34  | playoffs           |
|       | 9.  | S.Oliver Würzburg             | 34 | 17 | 17 | 2773 | 2822 | −49   | 34  |                    |
|       | 10. | MHP RIESEN Ludwigsburg        | 34 | 16 | 18 | 2880 | 2899 | −19   | 32  |                    |
|       | 11. | Fraport Skyliners             | 34 | 16 | 18 | 2688 | 2794 | −106  | 32  |                    |
|       | 12. | Medi Bayreuth                 | 34 | 14 | 20 | 2897 | 2978 | −81   | 28  |                    |
|       | 13. | Gießen 46ers                  | 34 | 13 | 21 | 3065 | 3192 | −127  | 26  |                    |
|       | 14. | BC Göttingen                  | 34 | 11 | 23 | 2699 | 2828 | −129  | 22  |                    |
|       | 15. | Mitteldeutscher BC            | 34 | 10 | 24 | 2879 | 3053 | −174  | 20  |                    |
|       | 16. | Crailsheim Merlins            | 34 | 9  | 25 | 2829 | 3091 | −262  | 18  |                    |
|       | 17. | Eisbären Bremerhaven          | 34 | 8  | 26 | 2746 | 2969 | −223  | 16  | retrocesse in ProA |
|       | 18. | Science City Jena             | 34 | 5  | 29 | 2640 | 3039 | −399  | 10  | retrocesse in ProA |

## Playoff
|  | Quarti di finale | Quarti di finale | Quarti di finale |              |              | Semifinali    | Semifinali | Semifinali |  |  | Finali | Finali        | Finali |
|  |                  |                  |                  |              |              |               |            |            |  |  |        |               |        |
|  | 1                | Bayern Monaco    | 3                |              |              |               |            |            |  |  |        |               |        |
|  | 8                | Braunschweig     | 0                |              |              |               |            |            |  |  |        |               |        |
|  | 8                | Braunschweig     | 0                |              | 1            | Bayern Monaco | 3          |            |  |  |        |               |        |
|  |                  |                  |                  |              | 1            | Bayern Monaco | 3          |            |  |  |        |               |        |
|  |                  | 4                | RASTA Vechta     | 0            |              |               |            |            |  |  |        |               |        |
|  | 4                | 4                | RASTA Vechta     | 0            | RASTA Vechta | 3             |            |            |  |  |        |               |        |
|  | 4                |                  |                  |              | RASTA Vechta | 3             |            |            |  |  |        |               |        |
|  | 5                | Bamberger        | 1                |              |              |               |            |            |  |  |        |               |        |
|  |                  |                  |                  |              |              |               |            |            |  |  | 1      | Bayern Monaco | 3      |
|  |                  |                  | 3                | Alba Berlino | 0            |               |            |            |  |  |        |               |        |
|  | 2                | EWE Oldenburg    | 3                |              |              |               |            |            |  |  |        |               |        |
|  | 7                | Telekom Bonn     | 0                |              |              |               |            |            |  |  |        |               |        |
|  | 7                | Telekom Bonn     | 0                |              | 2            | EWE Oldenburg | 0          |            |  |  |        |               |        |
|  |                  |                  |                  |              | 2            | EWE Oldenburg | 0          |            |  |  |        |               |        |
|  |                  | 3                | Alba Berlino     | 3            |              |               |            |            |  |  |        |               |        |
|  | 3                | 3                | Alba Berlino     | 3            | Alba Berlino | 3             |            |            |  |  |        |               |        |
|  | 3                |                  |                  |              | Alba Berlino | 3             |            |            |  |  |        |               |        |
|  | 6                | Ulma             | 0                |              |              |               |            |            |  |  |        |               |        |

### Riconoscimenti e statistiche
- MVP regular season:  Will Cummings,  EWE Baskets Oldenburg
- MVP finals:  /  Nihad Đedović  Bayern Monaco
- Allenatore dell'anno:  Pedro Calles,  Rasta Vechta
- Attaccante dell'anno:  John Bryant,  Gießen 46ers
- Difensore dell'anno:  Yorman Polas,  Telekom Baskets Bonn
- Premio Pascal Roller:
- Rookie dell'anno:  Franz Wagner,  Alba Berlin
- All-BBL First Team:
  -  Will Cummings,  EWE Baskets Oldenburg
  -  T.J. Bray,  Rasta Vechta
  -  Rokas Giedraitis,  Alba Berlin
  -  Luke Sikma,  Alba Berlin
  -  Rašid Mahalbašić,  EWE Baskets Oldenburg
- All-BBL Second Team:
  -  Peyton Siva,  Alba Berlin
  -  DeAndre Lansdowne,  Basketball Löwen Braunschweig
  -  Vladimir Lučić,  Bayern Monaco
  -  Danilo Barthel,  Bayern Monaco
  -  John Bryant,  Gießen 46ers

### Leader statistiche
| Categoria  | Giocatore     | Club              | Media |
| ---------- | ------------- | ----------------- | ----- |
| Punti      | Will Cummings | EWE Oldenburg     | 20.5  |
| Rimbalzi   | John Bryant   | Gießen 46ers      | 10.2  |
| Assist     | T.J. Bray     | RASTA Vechta      | 7.9   |
| Rubate     | Javonte Green | Ulma              | 2.3   |
| Stoppate   | Keith Benson  | Eisb. Bremerhaven | 1.2   |
| Efficienza | John Bryant   | Gießen 46ers      | 25.7  |

## Squadre tedesche nelle competizioni europee
| Squadra                | Competizione     | Andamento         |
| ---------------------- | ---------------- | ----------------- |
| Bayern Monaco          | Euroleague       | Top16             |
| Alba Berlino           | Eurocup          | Secondo posto     |
| Fraport Skyliners      | Eurocup          | Top16             |
| ratiopharm Ulm         | Eurocup          | Top16             |
| Brose Bamberg          | Champions League | Semifinale        |
| Medi Bayreuth          | Champions League | Gironi            |
| MHP RIESEN Ludwigsburg | Champions League | Gironi            |
| Telekom Baskets Bonn   | Champions League | Stagione regolare |
| Telekom Baskets Bonn   | FIBA Europe Cup  | Top16             |
| S.Oliver Würzburg      | FIBA Europe Cup  | Secondo posto     |